# Герцог Кливленд

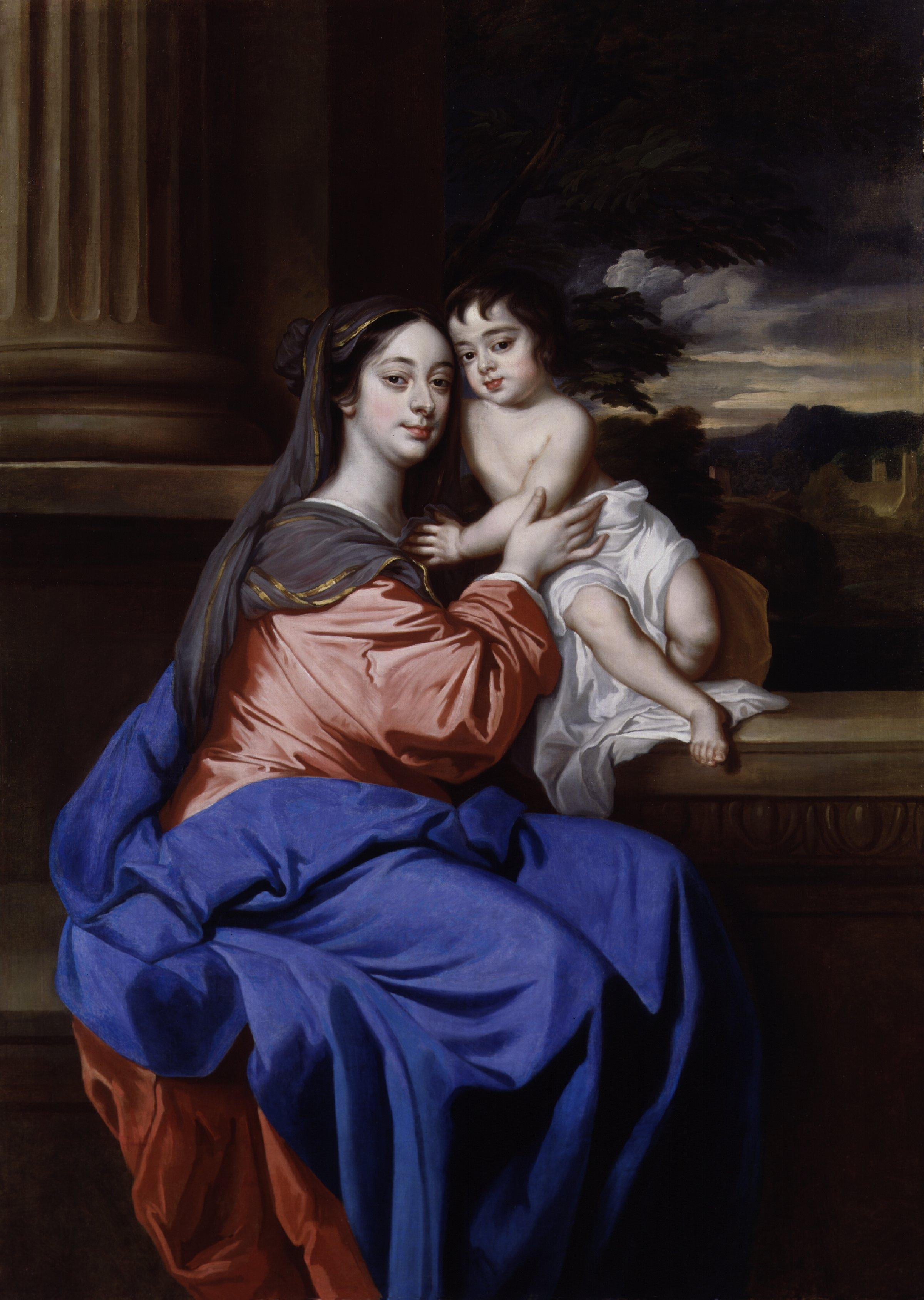
Барбара Палмер (Вильерс), 1-я герцогиня Кливендская, и её старший сын, Чарльз Фицрой, 2-й герцог Кливленд

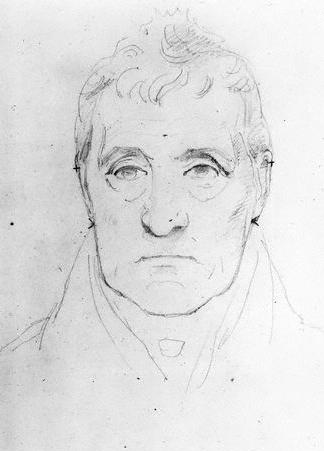
Уильям Гарри Вейн, 1-й герцог Кливлендский (1766—1842)

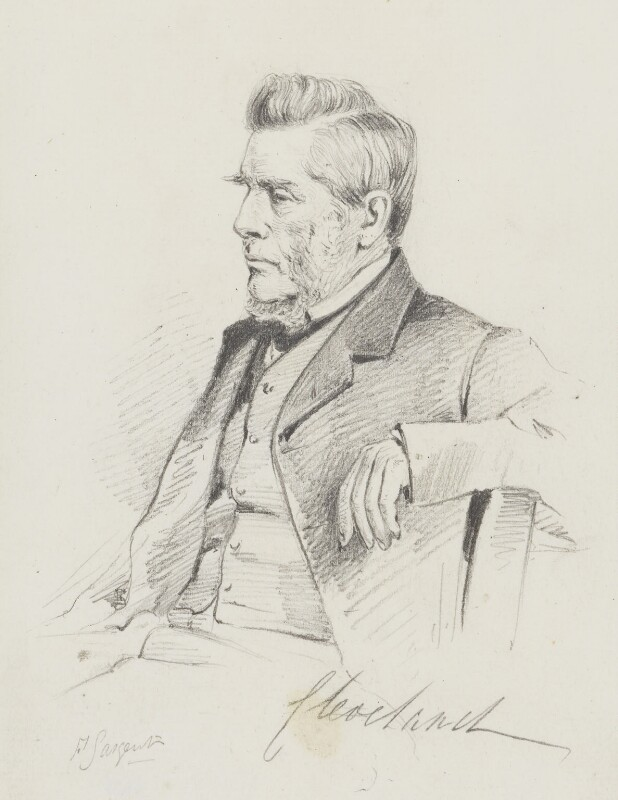
Гарри Джордж Вейн (Паулетт), 4-й герцог Кливленд (1803—1891)

Герцог Кливленд (англ. Duke of Cleveland) — аристократический титул, созданный дважды в британской истории, в системе пэрства Англии (1670) и системе пэрства Соединённого королевства (1833).
Герцогский титул происходит от названия области Кливленд на северо-востоке Англии.

## История
Герцогский титул первой креации был создан 3 августа 1670 года (вместе с титулами баронессы Нонсач и графини Саутгемптон) для Барбары Вильерс, любовницы короля Англии Карла II Стюарта. Герцогский титул был создан с правом наследования для её старшего сына, Чарльза Фицроя, и его наследников мужского пола. Чарльз Фицрой (1662—1730) получил титулы герцога Саутгемптона, графа Чичестера и барона Ньюбери в 1675 году, а в 1709 году он унаследовал герцогство Кливленд.
Его старший сын Уильям Фицрой, 3-й герцог Кливленд (1698—1774), унаследовал в 1730 году титулы герцога Кливленда и герцога Саутгемптона. После смерти бездетного Уильяма Фицроя в 1774 году герцогский титул угас.
29 января 1833 года титул герцога Кливленда был возрожден для Уильяма Гарри Вейна, 3-го графа Дарлингтона (1766—1842), вместе с титулом барона Рэби из Рэби Касла. Он был правнуком Чарльза Фицроя, 2-го герцога Кливленда (1662—1730). В 1827 году для Уильяма Гарри Вейна уже был создан титул маркиза Кливленда. Уильям Вейн заседал в Палате общин Великобритании от Тотнеса (1788—1790) и Уинчелси (1790—1792), а также занимал должность лорда-лейтенанта Дарема (1792—1842). Его сменил его старший сын, Генри Вейн, 2-й герцог Кливленд (1788—1864). Он заседал в Палате общин от графства Дарем (1812—1815), Уинчелси (1816—1818), Трегони (1818—1826), Тотнеса (1826—1830), Солтэша (1830—1831) и Южного Шропшира (1832—1842). Ему наследовал его младший брат, Уильям Вейн, 3-й герцог Кливленд (1792—1864). Он представлял в Палате общин Уинчелси (1812—1815), графства Дарем (1815—1831), Сент-Айвса (1846—1852) и Ладлоу (1852—1857). Его сменил его младший брат, Гарри Джордж Паулетт, 4-й герцог Кливленд (1803—1891). Он заседал в Палате общин от Южного Дарема (1841—1859) и Гастингса (1859—1864). В 1891 году после смерти бездетного Гарри Джорджа Паулетта титул герцога Кливленда снова пресекся.

## Герцоги Кливленд, первая креация (1670)
Другие титулы: графиня Саутгемптон и баронесса Нонсач в графстве Суррей (1670)
- Барбара Палмер, 1-й герцогиня Кливленд (27 ноября 1641 — 9 октября 1709), любовница короля Карла II, единственная дочь Уильяма Вильерса, 2-го виконта Грандисона, и Мэри Бейнинг

Другие титулы: герцог Саутгемптон, граф Чичестер и барон Ньюбери в графстве Беркшир (1675)
- Чарльз Фицрой, 2-й герцог Кливленд, 1-й герцог Саутгемптон (18 июня 1662 — 9 сентября 1730), старший (незаконнорожденный) сын Барбары Вильерс, 1-й герцогини Кливленд, и короля Англии Карла II Стюарта
- Уильям Фицрой, 3-й герцог Кливленд, 2-й герцог Саутгемптон (19 февраля 1698 — 18 мая 1774), старший сын Чарльза Фицроя, 2-го герцога Кливленда. Он скончался бездетным, и его титулы исчезли.

## Герцоги Кливленд, вторая креация (1833)

Герб семьи Вейн

Другие титулы: Маркиз Кливленд (1827), граф Дарлингтон из графства Дарем и виконт Бернард из замка Барнард в графстве Дарем (1754), барон Барнард из замка Барнард в епископстве Дарем (1698), Барон Рэби из замка Рэби в графстве Дарем (1833)
- Уильям Гарри Вейн, 1-й герцог Кливленд (27 июля 1766 — 29 января 1842), единственный сын Генри Вейна, 2-го графа Дарлингтона (1726—1792), правнук Чарльза Фицроя, 2-го герцога Кливленда
- Генерал Генри Вейн, 2-й герцог Кливленд (6 августа 1788 — 18 января 1864), старший сын предыдущего
- Уильям Джон Фредерик Вейн, 3-й герцог Кливленд (3 апреля 1792 — 6 сентября 1864), второй сын 1-го герцога Кливленда
- Гарри Джордж Вейн (Паулетт), 4-й герцог Кливленд (19 апреля 1803 — 21 августа 1891), младший сын 1-го герцога Кливленда. После его смерти его титулы, за исключением барона Барнарда, исчезли.